# فولوديمير إيفانوفيتش بارفينوك
فولوديمير إيفانوفيتش بارفينوك (بالأوكرانية: Volodymyr Ivanovych Barvinok) (22 يوليو 1879 - 1943) مؤرخ وعالم وكاتب وعالم آثار أوكراني، ورجل دولة في جمهورية أوكرانيا الشعبية، والمواطن الفخري لمنطقة تشرنيهيف، باحث في الأكاديمية الأوكرانية للعلوم، ومعلم للثقافة والتاريخ الأوكرانيين.   

## مسيرته
ولد فولوديمير بارفينوك في عام 1879 في منزل ريفي عائلي يقع في قرية اوغراميفيتشي (Ogramyevychi) في منطقة تشيرنيهيف. في عام 1905، تخرج بارفينوك من أكاديمية كييف موهيلا، والتي تسمى اليوم الجامعة الوطنية لأكاديمية كييف موهيلا. في العام نفسه، تزوج من يفينيا فولوفيك، التي كانت في الأصل من مدينة أومان. عاشت عائلة بارفينوك في حي بوديل في كييف، في 31 شارع فرونزي.
من عام 1905 إلى عام 1917، عاش فولوديمير بارفينوك وعائلته في سان بطرسبرغ، حيث ولد ابنه بوريس. من عام 1905 إلى عام 1908، درس بارفينوك في معهد سانت بطرسبرغ الأثري. من عام 1908 إلى عام 1911، تخصص في التاريخ وفقه اللغة في جامعة سانت بطرسبرغ، التي كانت تسمى آنذاك جامعة بتروغراد. وبالتالي حصل على درجة الماجستير في اللاهوت. كثيرا ما كانت الأسرة تقوم برحلات إلى كييف في أوقات فراغها.
حتى عام 1917، عمل في الجهاز المركزي للمجمع المقدس. في الوقت نفسه، خلال الفترة من 1912 إلى 1917، ألقى محاضرات في التاريخ في مدرسة سان بطرسبرج. عند تلقي أول نبأ لثورة فبراير، عاد فولوديمير بارفينوك على الفور إلى كييف، حيث شارك بعمق في تجديد استقلال أوكرانيا.
بحلول عام 1918، ساعد فولوديمير بارفينوك، كمؤلف ببليوغرافي بارز وباحث في المخطوطات والكتب القديمة، في تشكيل المكتبة الوطنية للدولة الأوكرانية. من عام 1918 إلى عام 1919، عمل في الدولة الأوكرانية، ثم في جمهورية أوكرانيا الشعبية في قسم الاعترافات، ثم في وزارة الاعترافات.
كان الهدف من هذا القسم ككل، بالإضافة إلى مسؤولية فولوديمير بارفينوك الخاصة، تنظيم وتسيير سياسة الدولة تجاه الكنيسة. طالبت الوزارة الكنيسة بتنفيذ سياسة الأكرنة للوثائق الرسمية ودفعت من أجل استقلال الكنيسة الأرثوذكسية الأوكرانية عن بطريركية موسكو. خلق عمل الوزارة شراكة ودية بين دولة أوكرانيا المستقلة والكنيسة. بالتزامن مع عمله في المؤسسات الحكومية للجمهورية الوطنية الأوكرانية، عمل بارفينوك أستاذاً للأدب والثقافة الأوكرانية في مدرسة فنية في كييف.

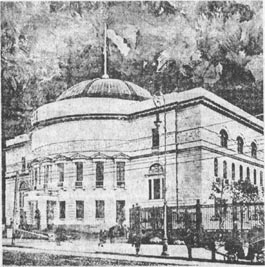
مبنى سنترال رادا في كييف، حيث شارك بارفينوك بنشاط في بناء الدولة الأوكرانية المستقلة

مع انسحاب الجيش الشعبي الأوكراني من كييف وسقوط أوكرانيا المستقلة، ظل بارفينوك في كييف المحتلة وركز على العمل العلمي. خلال الفترة من 1918-1928، عمل في الفرع التاريخي-اللغوي لأكاديمية العلوم الأوكرانية. على الرغم من القمع السياسي والوضع المالي الصعب، عمل القسم التاريخي-اللغوي بإصرار لتوسيع استخدام اللغة الأوكرانية في جميع فروع العلوم. في 30 سبتمبر 1924، أصبح بارفينوك سكرتيرًا للجنة تم إنشاؤها في الذكرى 350 لتقاليد الطباعة في أوكرانيا، تحت إشراف اللجنة الأثرية الأكبر لأكاديمية العلوم الأوكرانية برئاسة أول رئيس لأوكرانيا والمؤرخ الشهير ميخايلو هروشيفسكي. كان الهدف من لجنة بارفينوك هو كتابة وصف علمي للمنشورات على أراضي أوكرانيا الإثنوغرافية في القرنين السادس عشر والثامن عشر. 
من عام 1924 حتى عام 1933، عمل بارفينوك في لجنة الآثار في الأكاديمية الأوكرانية للعلوم. في الوقت نفسه، عمل في المعهد العلمي الأوكراني للطباعة، حيث نشر العمل البارز والشامل "مسح عام للمطبوعات القديمة في مكتبات كييف". في المقدمة، ينتقد نقص التمويل لأكاديمية العلوم الأوكرانية ويؤكد الاختلافات الرئيسية بين المطبوعات القديمة في كييف وموسكو، وكلاهما عملان خطيران في ذلك الوقت. من عام 1928 إلى عام 1930، عمل سكرتيرًا للجنة صوفيا التابعة لأكاديمية العلوم وفرعها الفني. في عام 1930، وُلِدَ حفيده يوري.

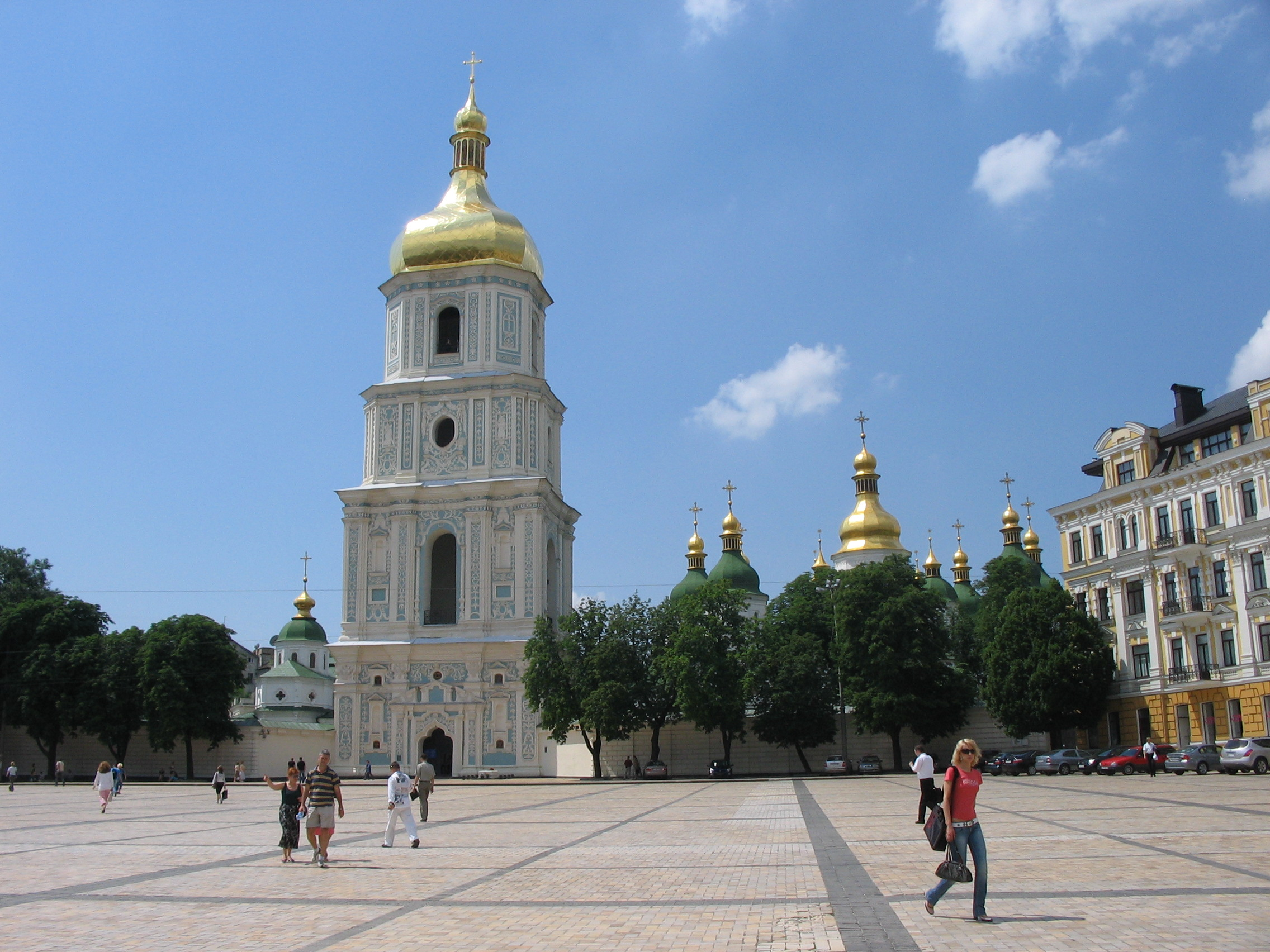
كان بارفينوك سكرتيرًا للجنة أنقذت كاتدرائية القديسة صوفيا من الدمار

تهدف لجنة صوفيا إلى الحفاظ على كاتدرائية القديسة صوفيا في كييف، التي خططت السلطات السوفيتية لهدمها لأنها دمرت دير القديس ميخائيل ذو القبة الذهبية. كانت السلطات السوفيتية تهدف إلى القضاء على أي علامات على التراث الثقافي الأوكراني الأصيل. نظرًا للعمل الشاق الذي قامت به اللجنة، فقد نجت كاتدرائية القديسة صوفيا، التي يمكن القول إنها أهم هيكل أوكراني تاريخيًا من نهاية مأساوية.
في منتصف الثلاثينيات من القرن الماضي، تبرّع بارفينوك بمكتبته الضخمة لجامعة كييف، حيث شكلت أساسًا للعديد من الفروع العلمية. في الفترة من عام 1930 إلى عام 1933، عمل بارفينوك أمينًا للجنة الأثرية الأوكرانية، التي نسقت جميع الأعمال الأثرية في أوكرانيا. في عام 1937، تم القبض على ابنه بوريس، مهندس الجسور، من قبل المفوضية الشعبية للشؤون الداخلية، الشرطة السرية السوفيتية؛ لم يره بارفينوك مرة أخرى. لم تكن هذه أول حالة قمع ضد عائلة فولوديمير بارفينوك. عاش المقربون منه في خوف دائم، وتعرضوا للاعتقال والتعذيب. كان بارفينوك، بصفته مشاركًا من أعلى المستويات في كل من الإمبراطورية الروسية وأوكرانيا المستقلة، هدفًا مغريًا للسوفييت، لكن ظهوره في العديد من الدوائر العلمية جعل من الصعب القبض عليه شخصيًا. قرب نهاية حياته، كتب بارفينوك عن موضوعات سلافية وأوكرانية؛ لم يتم نشر العديد من أعماله مطلقًا. توفي عام 1943 أثناء الاحتلال الألماني لكييف.

## روابط خارجية
- Chernihiv Regional Information Portal: Sivershchyna نسخة محفوظة 7 سبتمبر 2007 على موقع واي باك مشين.
- National Library of V.I. Vernadskyy
- Explanatory dictionaries
- Electronic library of journalism institute
- UKRAINIAN HISTORIANS of XX CENTURY